# حصار جدة (1517)
تم صد حصار جدة الذي أقامته البحرية الهندية البرتغالية على جدة في 1517 من قبل الحامية المملوكية المدعومة من البحرية العثمانية.
ضد تهديد البرتغال، كلف السلطان المملوكي قانصوه الغوري حسين الكردي بتأمين جدة، وكان القائد قد بنى أسوارًا قوية حول المدينة. كما دخل البحار التركي سلمان ريس في خدمة المماليك في عام 1514 ومعه طاقم من 2000 شخص وشكل أسطولًا للدفاع عن جدة عن طريق البحر.
في 1513 و 1517 حاولت البحرية البرتغالية الاستيلاء على عدن لكنها فشلت، حيث في 1513 بسبب أن الموسم غير مناسب في جدة لم يتقدموا. أما في عام 1517، دخلت البحرية البرتغالية -التي أمنت ظروفًا مواتية- البحر الأحمر واستهدفت جدة، ميناء المدن المقدسة في الإسلام مكة والمدينة المنورة. حيث مع تدمير الأسطول التركي لن تكون هناك قوة عسكرية في البحر الأحمر يمكن أن تمنع البرتغاليين.
تحت قيادة لوبو سواريز، الذي تم تعيينه ليحل محل القائد الشهير ألفونسو دي ألبوكيرك، واجه أسطول من حوالي 37 قطعة  ومدخلًا ضيقًا للميناء وقوة المدفع التي تتحكم في هذا المدخل.
كانت البحرية البرتغالية، التي حاولت الانفصال، غير فعالة في مواجهة البحرية التركية عند مدخل الميناء وإطلاق النار من مدفع الحامية في قلعة جدة وفشلت في دخول الميناء.
منعت مدافع bacaluşka العثمانية الحربية بطول 550 و 660 سم التي يمكنها رمي كرات تزن حوالي 5 كيلوغرامات  البحرية البرتغالية من الاقتراب من القلعة.
دمرت البحرية البرتغالية زيلع على الساحل الشمالي للصومال في طريق العودة.

## بعد المعركة
بعد أشهر قليلة من المعركة، هزم الجيش العثماني المماليك في معركة الريدانية، لينهي وجود هذه الدولة وضم الحجاز. بهذه الطريقة تولت الإمبراطورية العثمانية الالتزام بمكافحة تهديد البرتغال في البحر الأحمر.
في عام 1520، حاولت البحرية البرتغالية بقيادة دييجو لوبيز دي سيكيرا مع 24 قطعة بحرية إعادة الدخول إلى البحر الأحمر، ولكن تحطمت سفينة الأميرال بين عدن وباب المندب. تابعت البحرية البرتغالية، التي لم تتمكن من التوجه إلى جدة بسبب غياب الرياح، السواحل الأفريقية وهبط السفير البرتغالي الذي أرسل إلى مملكة إثيوبيا في مصوع وانتقل سريعًا بعيدًا عن البحر الأحمر.

## قائمة المراجع
1. ↑  Historic Cities of the Islamic World, Clifford Edmund Bosworth (2007), s.222-223
2. 1 2  XVI. Asrın İlk Yarısında Kızıldeniz Sahillerinde Osmanlılar, Cengiz Orhonlu (1977), s. 6
3. ↑  Gunpowder and Galleys, John Francis Guilmartin, Naval Inst Press (2004), s. 27-29
4. ↑  War and the World: Military Power and the Fate of Continents, 1450-2000, Jeremy Black, Yale University Press (2008)
5. ↑  Guns for the Sultan: Military Power and the Weapons Industry in the Ottoman Empire, Gábor Ágoston, Cambridge University Press (2005), s. 80
6. ↑  Doğu Afrika Sahilinde Osmanlı Hakimiyeti:Kuzey Somali'de Zeyla İskelesinin Konumu, Ahmet Kavas, İslam Araştırmaları Dergisi (2001), s 111.